# Севернокорейски планини
Севернокорейски планини са обширна планинска система заемаща северната половина на Северна Корея, явяваща се югоизточно продължение на Манджуро-Корейските планини. Простира се на около 600 km от север на юг и ширина до 200 km, между реките Амнокан и Туманган на север и северозапад и брега на Японско море на изток. На юг чрез хребета Пуктебон се свързва с Източнокорейските планини. Представлява сложна система от средновисоки и нископланински хребети (Хамгьон, Мачхольон, Пуджольон, Пуксубек, Нонним, Каннам, Чогюрьон) и планинската земя Кема, всички те със средна надморска височина 1300 – 1500 m. Най-висок връх е Кванмобон (2541 m) в хребета Хамгьон. Изградени са предимно от гранити, гнайси и кварцити. Склоновете на хребетите обърнати към Японско море и към долините на реките Амнокан и Туманган са дълбоко разчленени от каньони и дефилета, като реките течащи през тях притежават значителни хидроенергийни запаси. На североизток, в района на Мусан се разработват находища на железни, а в района на Комдок – на полиметални руди. Склоновете на планината на височина до 1500 m са заети широколистни гори, нагоре следват смесени и иглолистни гори, а над 2000 m се срещат участъци с кедров клек и субалпийски пасища.